# Франсіско де Монтехо
Франсі́ско де Монте́хо-і-Альва́рес (ісп. Francisco de Montejo y Alverez, 1479 ?, Саламанка, Іспанія — 1553?, Іспанія) — іспанський конкістадор з титулом аделантадо, що діяв у Центральній Америці, сподвижник і суперник Гріхальви, Кортеса і Альварадо. Найбільше відомий як завойовник Юкатану. Відрізняючись надзвичайною жорстокістю, став важливим персонажем «Чорної легенди».

## Життєпис

### Участь у походах Гріхальви і Кортеса
Походив з роду заможних ідальго. Син Хуана де Монтехо і Каталіни де Альварес Техеда. Щодо ранньої його біографії відомостей майже немає. У 1514 відправився на Кубу, де приєднався до Хуана де Гріхальви. Під час експедиції до Юкатану командував чотирма судами, маючи військове звання капітана. Після повернення на Кубу, познайомився з Кортесом, виявляючи бажання брати участь у завоюванні Мексики. Засновник міста Веракрус. У 1519 році саме Монтехо Кортес довірив доставку перших скарбів і послання про завоювання Мексики королю Карлу V. Значною мірою, завдяки його дипломатичним талантам, Кортес був прийнятий при дворі як тріумфатор. В Іспанії Монтехо одружився з Беатріс де Еррерою.

### Підкорення Юкатану
У 1526 році Монтехо королівським указом був призначений генерал-капітаном Юкатану і аделандтадо (губернатором) та верховним суддею цієї провінції. Він витратив багато грошей на покупку зброї, обмундирування, коней і провізії. Залишаючи рідні береги, він продав свій маєток, яке приносило йому 2 тисячі дукатів доходу, оснастив на ці гроші 4 кораблі, посадив на них 400 воїнів іспанців. У вересні 1527 року флотилія залишила Іспанію і попрямувала до Санто-Домінго на Еспаньйолу.
Завоювання Юкатану почалося в 1528 р. У вересні Монтехо зробив третю висадку на острів Косумель, де індіанці не чинили іспанцям ніякого опору. Потім експедиція перебралася на північно-східний берег Юкатана, розташований напроти Косумелю по той бік протоки, і Монтехо урочисто проголосив цю землю іспанським володінням. Але у фортеці, закладеної їм на узбережжі материка, спалахнула епідемія якоїсь гарячки та інших хвороб. Залишивши там близько 40 хворих, Монтего повів свій загін на північ, обстежуючи приморську смугу. Поблизу мису Каточе конкістадори повернули на захід. Індіанці поводилися мирно і дозволили виснаженим хворобами іспанцям вирушити далі в глиб країни. Тут іспанці без бою вступили у велике місто Чарвак-Ха з кам'яними будинками. Проте вночі індіанці таємно відіслали назовні жінок і дітей і на світанку напали на іспанців. Ті насилу відбили атаку, втративши кілька десятків вояків.
Мая, що населяли східне узбережжя, особливо в Тулумі і Четумалі, також чинили запеклий опір. Монтего застосовував найбільш варварські страти, вирізав цілі селища і кидав жінок і дітей бойовим псам на розтерзання. Монтехо вдалося підкорити кілька племен. Утім епідемії, голод і напад войовничих індіанців змусили його залишити цю область. Іспанці повернулися до берега моря, минувши руїни стародавньої столиці мая Чичен-Іци.
Зазнавши невдачі на східному узбережжі, в 1530 р. Монтехо відправився на західне узбережжя Юкатану і поступово підкорив територію сучасного мексиканського штату Табаско. У 1531 році повернув до Мексики залогу з о. Косумель.
У 1531—1535 роках Монтехо вдруге намагався підкорити Юкатан, цього разу із заходу. Спочатку він мав деякі успіхи, але в 1535 році його війська змушені були покинути півострів. У 1531 році вдалося заснувати колонію біля руїн Чичен-Іци — стародавньої столиці і культурного центру північній частині Юкатана. Майстерно використовуючи ворожнечу племен, конкістадори зуміли півтора року протриматися на північному узбережжі Юкатана і в районі Чичен-Іци. Тут Монтехо побудував фортецю Сьюдад-Реаль («Королівське місто»), а навколишні землі розділив на маєтки і роздав конкістадорам. Жорстке ярмо колонізаторів, їхні звірства викликали запеклий опір індіанців. Один знатний тубілець намагався вбити Монтехо і був страчений. Це спричинило відкрите обурення індіанців. Мая стали безперестанку нападати на чужинців, і хоча конкістадори люто оборонялися і вбили чимало індіанців, тим вдалося взяти в облогу їхню фортецю. За свідченням Ланди, у іспанців стали вичерпуватися запаси провіанту і вони вночі таємно покинули Сьюдад-Реаль. У 1533 році усі іспанці залишили Юкатан.
Одночасно, королівським указом 1533 року Монтехо був призначений губернатором Гондурасу, що викликало військовий конфлікт з Альварадо, призначеним на цю ж посаду роком раніше. У 1536 р. Альварадо захопив Гондурас, і приєднав його до своїх володінь, заснував там плантації і золоті шахти. У 1540 Монтехо повернув Гондурас собі.
У 1540 році Монтего організував новий наступ на Юкатан, що цього разу завершився завоюванням півострова. Основну роль у ньому відіграв старший син Монтего — Франсиско де Монтехо Ель-Мосо (1508? — 1565). Монтехо Молодший активно воював у Кінтана-Роо, заснував міста Кампече (1540) та Мерида (1542). Всього на Юкатані він заснував сім міст, кожному з яких при заснуванні давали назву Саламанка. У 1544 році було підкорено східний Юкатан.
У 1546 Монтехо знову вступив у повноваження генерал-капітана і аделантадо Юкатану, але через численні конфлікти з духовенством, у тому числі з Дієго де Ланда, в 1550 був відкликаний до Іспанії, де і помер після тривалої й тяжкої хвороби.

## Сучасник про жорстокості Монтехо
|  | Індіанці важко переносили ярмо рабства. Але іспанці тримали розділеними їх поселення, що знаходилися в країні. Однак не було недоліку в індіанців, що повставали проти них, на що вони відповідали дуже жорстокими карами, які викликали зменшення населення. Вони спалили живими кілька знатних осіб у провінції Купуль, інших повісили. Були отримані відомості про [неспокій серед] жителів Йобаїну, селища Челей. Іспанці схопили знатних осіб, замкнули в одному будинку в оковах і підпалили будинок. Їх спалили живцем, з найбільшою у світі нелюдськістю. І каже це Дієго де Ланда, що він бачив велике дерево біля селища, на гілках якого капітан повісив багатьох індіанських жінок, а на їх ногах [повісив] їх власних дітей. У тому ж селищі і в іншому, яке називають Верей (Verey), у двох лігах звідти, вони повісили двох індійок, одну дівчину і іншу, що недавно вийшла заміж, не за будь-яку провину, але тому, що вони були дуже гарними, і побоювалися хвилювань через них в іспанському таборі, і щоб індіанці думали, що іспанцям байдужі жінки. Про ці дві [жінки] збереглася жива пам'ять серед індіанців та іспанців, з причини їх незрівняної краси та жорстокості, з якою їх убили. Індіанці провінцій Кочвах (Cochua) і Чектемаль (Chectemal) обурилися, і іспанці їх втихомирили таким чином, що дві провінції, які колись були найбільш населеними і наповненими людьми, залишилися найбільш жалюгідними у всій країні. Там здійснювали нечувані жорстокості, відрубуючи носи, кисті, руки і ноги, груди у жінок, кидаючи їх у глибокі лагуни з гарбузами, прив'язаними до ніг, завдаючи ударів шпагою дітям, які не йшли так само [швидко], як їхні матері. Якщо ті, кого вели на шийних ланцюгах, слабшали і не йшли, як інші, їм відрубували голову посеред інших, щоб не затримуватися, розв'язуючи їх. Вони вели велику кількість полонених чоловіків і жінок для обслуги, поводячись з ними подібним чином. Стверджують, що дон Франсіско де Монтехо не здійснював жодної з цих жорстокостей і не був присутній при них. Навпаки, він їх вважав дуже поганими, хоча не міг більше [нічого зробити]. |

## Ресурси Інтернету
- Конкіста Юкатану(рос.)
- Дієго де Ланда. Повідомлення про справи в Юкатані(рос.)
- М. Стингл. Таємниці індіанських пірамід. — М., 1977.(рос.)